# Bit resz

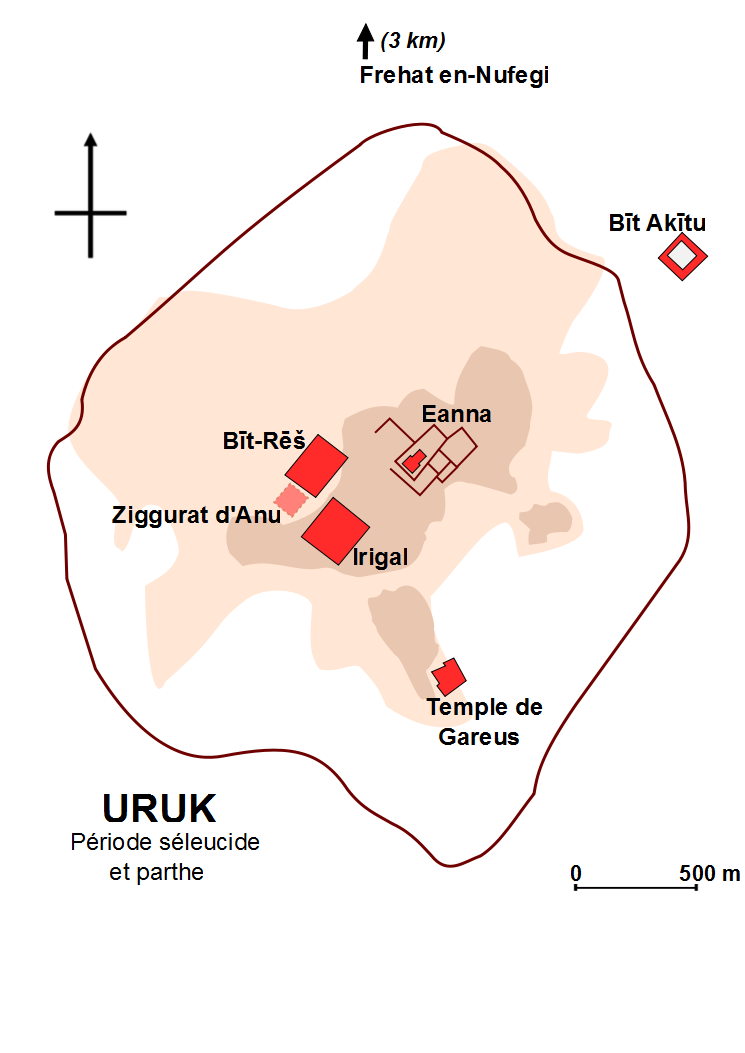
Plan miasta Uruk za panowania Seleukidów i Partów z zaznaczonym położeniem świątyni Bit resz i towarzyszącego jej ziguratu E-szara

Bit resz (akad. bīt rēš) lub Resz (akad. rēš) – ceremonialna nazwa mezopotamskiej świątyni pary bóstw Anu i Antu znajdującej się w mieście Uruk w schyłkowym okresie istnienia tego miasta.
Ze źródeł pisanych wiadomo, że świątynia Bit resz była dwukrotnie przebudowywana za rządów Seleukidów. W tekstach wzmiankowany jest również towarzyszący tej świątyni zigurat o nazwie E-szara. Znany jest też w pełni zachowany rytuał z okresu późnobabilońskiego opisujący procesję posągów Anu i Antu z tej świątyni do świątyni akitu poza miastem.